# Живко Живков
Живко Митов Живков е виден политик от Българската комунистическа партия и висш български държавник, деятел по опазване на природната среда.

## Биография
Живко Живков е роден на 11 март 1915 г. в село Урбабинци (днес Тошевци), в семейството на един от най-заможните собственици в селото.
През 1931 г. става член на Работническия младежки съюз (РМС) и на БКП от 1935 г. Между 1935 и 1937 г. е член на централното ръководство на БОНСС. Завършва право в Софийския университет през 1937 г.
От 1938 до 1940 г. е сътрудник на ЦК на РМС. В периода 1940 – 1947 г. е член на ЦК на РМС. След 1942 г. е осъден от тогавашната власт и е затворен в концлагерите Гонда вода и Кръсто поле..
През 1947 г. на V конгрес на РМС е избран за секретар на ЦК на РМС. Между 1947 и 1949 г. е председател на ЦК на Съюза на народната младеж (СНМ).
От 1948 до 1954 г. е кандидат-член на БКП, а после между 1954 и 1990 г. е член на ЦК на БКП. В периода юли 1951 – септември 1952 г. е първи секретар на ОК на БКП в Хасково. Помощник-министър е на външните работи в 2 периода (март 1950 – юли 1951 и 1957 – 1958). Член е на Политбюро на ЦК на БКП от 1962 до 1976 г. Получава званието „Герой на социалистическия труд“ през 1975 г.
В периода 1952 – 1957 г. е министър на външната търговия в правителството на Вълко Червенков. За 6 месеца през 1958 г. е министър на просветата и културата при премиера Антон Югов.
После е заместник-председател на Министерския съвет в 2 периода (1959 – 1962, 1971 – 1976) и първи заместник-председател на Министерския съвет (1962 – 1971). През 1961 – 1965 година е и председател на Комитета по мирното използване на атомната енергия.
През еента на 1962 г. само за 2 месеца е председател на Държавната планова комисия. През следващите години е сред откритите противници на Новата система на планиране и ръководство на народното стопанство.
През 1976 г. става член на Държавния съвет, като остава на този пост до 1990 г. През 1989 – 1990 г. е председател на Националния съвет на ОФ. Умира в София на 16 април 2000 г. Награден е с 3 ордена „Георги Димитров“ и орден „13 века България“.

## Трудове
- „Какво съдържа проекто-уставът на РМС?“ (1947)
- „Към изграждането на единен СДМ. Доклад“ (1947)
- „Цели и задачи на СНМ“ (1948)
- „Конституцията и младежта“ (1949)
- „Знамето на Г. Димитров. Доклад“ (1960)
- „За ефективна икономика. Лекция“ (1967)
- „Насоки за развитие на енергетиката на НРБ. Доклад“ (1969)
- „Ремсови години“ (1979, 2 изд. 1990)
- „Светли образи“ (1982)
- „Природа и общество“ (1983)
- „Кръглата маса на Политбюро“ (1991)
- „Нашият 20 век“ (1992)